# Stanko Premrl
Stanko Premrl, slovenski duhovnik, skladatelj in glasbeni pedagog, * 28. september 1880, Šentvid v Vipavski dolini (sedaj Podnanos), † 14. marec 1965, Ljubljana.
Uspešno je zaključil tudi študij orgel in kompozicije na konservatoriju na Dunaju.
Odločilno je vplival na razvoj slovenske cerkvene glasbe. Bil je eden najbolj plodnih slovenskih skladateljev, saj je objavil preko dva tisoč skladb. Na besedilo Prešernove Zdravljice je 24. septembra 1905 napisal zborovsko skladbo, danes slovensko državno himno.

## Pomembnejša dela
- Tebe, Večni Bog nebeški
- Tebe molim Jezusa
- Pozdravljena, mati dobrega sveta
- O sveti Jezusov rednik
- O srečni dom
- Kristus je vstal
- Do Marije